# Холодный Ключ (Бакалинский район)
Холодный Ключ (баш. Холодный Ключ) — деревня в Бакалинском районе Республики Башкортостан Российской Федерации. Входит в состав Бузюровского сельсовета (c 2006 года). Ранее входила в состав Новоурсаевского сельсовета.

## География

### Географическое положение
Расстояние до:
- районного центра (Бакалы): 31 км,
- центра сельсовета (Бузюрово): 6 км,
- ближайшей ж/д станции (Туймазы): 79 км.

## История
Название происходит от родника Холодный ключ

С 2005 современный статус.

Статус деревня, сельского населённого пункта, посёлок получил согласно Закону Республики Башкортостан от 20 июля 2005 года N 211-з «О внесении изменений в административно-территориальное устройство Республики Башкортостан в связи с образованием, объединением, упразднением и изменением статуса населенных пунктов, переносом административных центров», ст.1:

6. Изменить статус следующих населенных пунктов, установив тип поселения — деревня:
7) в Бакалинском районе:…

я4) поселка Холодный Ключ Бузюровского сельсовета
С 2006 года в Бузюровском сельсовете.
Закон Республики Башкортостан «Об изменениях в административно-территориальном устройстве
Республики Башкортостан, изменениях границ и преобразованиях муниципальных образований в Республике Башкортостан», ст. 1, ч. 194 (часть сто девяносто шестая введена Законом РБ от 29.12.2006 № 404-з) гласит:

194.Изменить границы Новоурсаевского и Бузюровского сельсоветов Бакалинского района согласно представленной схематической карте, передав посёлок Холодный Ключ и деревню Александровка Новоурсаевского сельсовета в состав территории Бузюровского сельсовета.
— gsrb.ru/MainLeftMenu/ZakonoTvorch/Zakoni/125-2004.php
.

## Население
| 2002 | 2009 | 2010 |
| ---- | ---- | ---- |
| 10   | ↘7   | ↘0   |

Национальный состав
Согласно переписи 2002 года, преобладающая национальность — кряшены (100 %).